# Saint-Bauzile (Ardèche)
Saint-Bauzile – miejscowość i gmina we Francji, w regionie Owernia-Rodan-Alpy, w departamencie Ardèche.
Według danych na rok 1990 gminę zamieszkiwały 153 osoby, a gęstość zaludnienia wynosiła 22 osób/km² (wśród 2880 gmin regionu Rodan-Alpy Saint-Bauzile plasuje się na 1469. miejscu pod względem liczby ludności, natomiast pod względem powierzchni na miejscu 1361.).